# Królestwo dinozaurów
Królestwo dinozaurów (oryg. Dinosaur Revolution) – amerykański serial dokumentalny z 2011 roku, wyprodukowany dla Discovery Channel. Przedstawia on odtworzony wygląd i zachowanie prehistorycznych zwierząt, głównie dinozaurów. Serial został stworzony za pomocą obrazów generowanych komputerowo.

## Odcinki

### Zwycięzcy ewolucji
- Oryginalny tytuł: Evolution's Winners
- Premiera: 4 września 2011

Zwierzęta pojawiające się w odcinku:
Loping (późny perm – wymieranie permskie) – 250 mln lat temu:
- Inostrancevia
- karaluch

Późny trias – 230 mln lat temu:
- Ischigualastia
- Eoraptor
- Probelesodon
- Zaurozuch

Późna kreda – 75 mln lat temu:
- Gigantoraptor
- Mozazaur
- niezidentyfikowane ssaki
- niezidentyfikowane rekiny

Wczesna jura – 190 mln lat temu:
- Glacjalizaur
- Kriolofozaur
- komar
- niezidentyfikowany płaz

### U wodopoju
- Oryginalny tytuł: The Watering Hole
- Premiera: 4 września 2011

Zwierzęta pojawiające się w odcinku:
Tyton (późna jura) – 150 mln lat temu:
- Allozaur
- Dinheirozaur
- Lusotytan
- Miragaia
- Lourinhanosaurus
- Ramforynch
- Torwozaur
- Drakonyks

### Taktyki przetrwania
- Oryginalny tytuł: Survival Tactics
- Premiera: 13 września 2011

Zwierzęta pojawiające się w odcinku:
Barrem (wczesna kreda) – 125 mln lat temu:
- Anhanguera
- Cedarozaur
- Utahraptor
- Araripesuchus
- żółw
- krokodyl

Mastrycht (późna kreda) – 70 mln lat temu:
- Beelzebufo
- Mażungazaur
- Rahonawis
- Rapetozaur

Oksford (późna jura) – 160 mln lat temu:
- Castorocauda
- Guanlong
- Sinraptor
- Junnanozaur
- Volaticotherium
- Mamenchizaur

Kampan (późna kreda) – 75 mln lat temu:
- Protoceratops
- Welociraptor

### Zmierzch
- Oryginalny tytuł: End Game
- Premiera: 13 września 2011

Zwierzęta pojawiające się w odcinku:
Mastrycht (późna kreda) – 65 mln lat temu:
- Ankylozaur
- Sphaerotholus
- Pectinodon
- Owiraptor
- Tyranozaur